# Gary Hunt
Pour les articles homonymes, voir Chen.
Gary Hunt, né le 11 juin 1984, est un plongeur britannique naturalisé français en 2020.

## Biographie
Aux Jeux du Commonwealth de 2006, il gagne une médaille de bronze sur la plateforme de dix mètres synchronisé.
Il entame une carrière professionnelle dans le plongeon de haut vol en 2009. Il remporte les RedBull Cliff diving series en 2010, où il brise la domination d'Orlando Duque, puis conserve son titre en 2011 et 2012 avant d'être stoppé par Artem Silchenko en 2013, saison où il finira second. Il remportera à nouveau le titre en 2014, 2015, 2016. S'il a été de nouveau battu par Jonathan Paredes en 2017, il reste sur quatre titres d'affilée en 2018, 2019, 2021 et 2022.
Le sport ayant été reconnu récemment par la FINA, il participe aux Championnats du monde 2013 où il remporte la médaille d'argent et aux Championnats du monde 2015 où il est sacré champion du monde.
Marié avec une française, il vit à Montreuil.
Le 15 octobre 2022, il obtient son dixième titre mondial à Sydney.

## Palmarès

### Championnats du monde
- Championnats du monde 2013 à Barcelone ( Espagne) :
  -  Médaille d'argent en plongeon de haut vol
- Championnats du monde 2015 à Kazan ( Russie) :
  -  Médaille d'or en plongeon de haut vol
- Championnats du monde 2019 à Gwangju ( Corée du Sud) :
  -  Médaille d'or en plongeon de haut vol
- Championnats du monde 2023 à Fukuoka ( Japon) :
  -  Médaille de bronze en plongeon de haut vol
- Championnats du monde 2024 à Doha ( Qatar) :
  -  Médaille d'argent en plongeon de haut vol

### Jeux du Commonwealth
- Jeux du Commonwealth 2006 à Melbourne ( Australie) :
  -  Médaille de bronze sur la plateforme à 10 m synchronisé.